# Jüdischer Friedhof (Horstmar)
Koordinaten: 52° 5′ 2,7″ N, 7° 17′ 59″ O

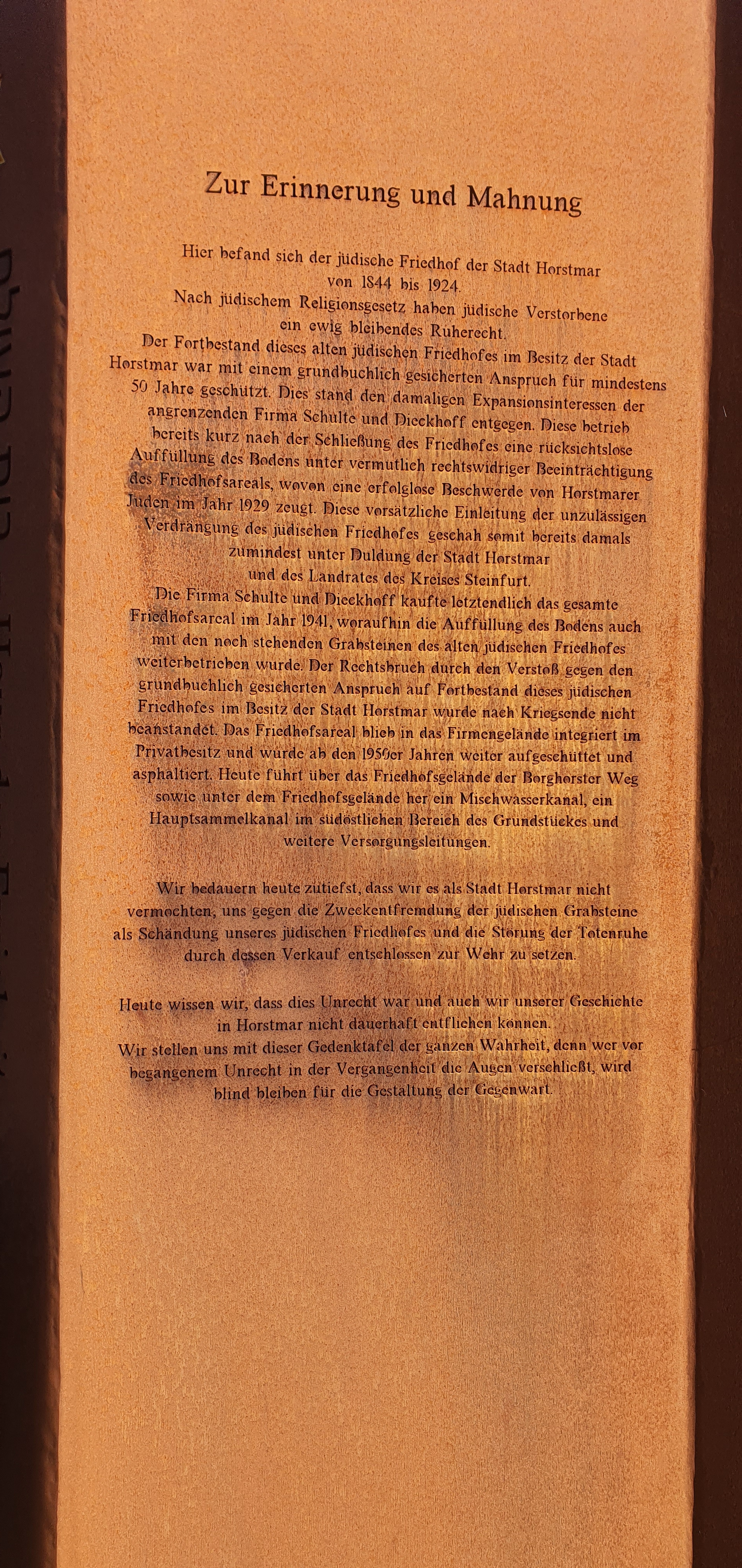
Stahlstele mit Gedenktafel für das Unrecht am Jüdischen Friedhof in Horstmar

Die Jüdischen Friedhöfe in Horstmar befinden sich in der Stadt Horstmar im Kreis Steinfurt in Nordrhein-Westfalen. Insgesamt gab es drei Begräbnisstätten der jüdischen Gemeinde, von denen heute nur der Neue Friedhof mit fünf erhaltenen Grabsteinen zeugt.

## Alter Jüdischer Friedhof am Stadtwall
Der erste jüdische Friedhof in Horstmar lag am Stadtwall nahe dem Münstertor und wurde bis 1845 genutzt. Aufgrund der Bebauung und fehlender Erweiterungsmöglichkeiten wurde er aufgegeben. Heute sind keine Grabsteine mehr erhalten. Bereits 1890 wurde das Grundstück von der Stadt verpachtet.

## Alter Jüdischer Friedhof am Borghorster Weg
1845 richtete die jüdische Gemeinde einen neuen Friedhof am Borghorster Weg / Ecke Bahnhofstraße ein. Er umfasste etwa 275 m² und war bis 1924 in Nutzung. Trotz grundbuchlicher Sicherung wurde das Gelände ab 1929 von der benachbarten Firma Schulte & Dieckhoff aufgeschüttet und später vollständig überbaut. Behörden griffen nicht ein. In den 1950er Jahren wurde der Friedhof asphaltiert und in das Betriebsgelände integriert. Heute verlaufen Straße und Versorgungsleitungen über das Areal, sichtbare Spuren sind nicht mehr vorhanden.
Im Jahr 2024 wurde an der Ecke Borghorster Weg / Bahnhofstraße eine Stahlstele mit Gedenktafel errichtet, die an den Friedhof und das begangene Unrecht erinnert.

## Neuer Jüdischer Friedhof an der Hagenstiege
Der letzte jüdische Friedhof wurde 1927 im nordöstlichen Teil des kommunalen Friedhofs an der Hagenstiege angelegt und bis 1935 belegt. Dort sind fünf Grabsteine erhalten.

## Jüdische Gemeinde in Horstmar
Die jüdische Gemeinde Horstmar ist seit mindestens 1683 belegt. 1818 richtete sie einen Betraum ein, 1858 wurde eine Synagoge erbaut. Diese fiel 1938 der Zerstörung während der Novemberpogrome zum Opfer.